# Cantó de Meaux-Sud
El cantó de Meaux-Sud és un antic cantó francès del departament del Sena i Marne, que estava situat al districte de Meaux. Comptava amb 9 municipis i part del de Meaux.
Va desaparèixer al 2015 i el seu territori es va dividir entre el cantó de Claye-Souilly, el cantó de La Ferté-sous-Jouarre i el cantó de Meaux.

## Municipis
- Fublaines
- Isles-lès-Villenoy
- Mareuil-lès-Meaux
- Meaux (parts)
- Montceaux-lès-Meaux
- Nanteuil-lès-Meaux
- Trilbardou
- Trilport
- Vignely
- Villenoy

## Història
| Data d'elecció                           | Identitat            | Partit | Qualitat |
| ---------------------------------------- | -------------------- | ------ | -------- |
| 1976-2008                                | Michel Vallier       | PS     |          |
| 2008-                                    | Jean-François Parigi | UMP    |          |
| les dades anteriors no són pas conegudes |                      |        |          |
|                                          |                      |        |          |